# Condado de Webster (Geórgia)
O Condado de Webster é um dos 159 condados do Estado americano de Geórgia. A sede do condado é Preston, e sua maior cidade é Preston. O condado possui uma área de 545 km², uma população de 2 390 habitantes, e uma densidade populacional de 4 hab/km² (segundo o censo nacional de 2000). O condado foi fundado em 16 de dezembro de 1853.